# Fenómeno de Petrozavodsk
El fenómeno de Petrozavodsk fue una serie de sucesos celestiales de naturaleza en entredicho que se produjeron el 20 de septiembre de 1977. Se informó de los avistamientos en un territorio amplio, desde Copenhague y Helsinki al oeste hasta Vladivostok al este. Se le puso el nombre de la ciudad de Petrozavodsk en Rusia, Unión Soviética, donde se informó profusamente de un objeto brillante que bañaba la ciudad con numerosos rayos.
Los funcionarios gubernamentales de los países de Europa del norte enviaron cartas a Anatoli Aleksándrov, presidente de la Academia de Ciencias de la Unión Soviética, en las que expresaban su preocupación sobre si el fenómeno observado se debía a las pruebas de las armas soviéticas y si constituía una amenaza para el medioambiente de la región. Desde 1977, el fenómeno se ha atribuido a menudo, aunque no de manera universal, al lanzamiento del satélite soviético Kosmos-955. Ese mismo año, se redactó un informe preliminar para la Academia de Ciencias de la Unión Soviética, que contenía un amplio corpus de observaciones visuales, informes de radiolocalización, mediciones físicas y datos meteorológicos complementarios. En él se concluía que «a juzgar por los datos disponibles, es inviable comprender satisfactoriamente el fenómeno observado». El fenómeno de Petrozavodsk contribuyó a la creación de Setka AN, un programa soviético de investigación de fenómenos atmosféricos anómalos.

## Nombre
En los primeros informes soviéticos, el fenómeno de Petrozavodsk se denominaba fenómeno del 20 de septiembre de 1977. Más tarde, pasó a conocerse como el fenómeno de Petrozavodsk. A veces también se le llama el incidente de Petrozavodsk o el milagro de Petrozavodsk. El término «objeto volador no identificado» se cambió en la Unión Soviética por «fenómeno anómalo» por motivos de investigación.

## Avistamientos
La mayoría de los encuentros se produjeron entre la 01:00 y la 01:20 UTC, cuando supuestamente aparecieron al menos 48 objetos no identificados en la atmósfera. Se habían producido varios encuentros antes, a la 01:00 (hora local) en Medvezhegorsk, a las 02:30 en Louji y a las 03:00 en Kovdor y Palanga (Lituania). Desde aproximadamente las 03:00 hasta las 03:25, el personal supervisor del puerto marítimo comercial de Leningrado avistó un objeto luminoso no identificado. A las 03:30, la tripulación del pesquero soviético Primorsk, que zarpaba desde el puerto de Primorsk, supuestamente vio un objeto volador cubierto por una capa luminosa. Dicho objeto parecía moverse sin hacer ruido desde el este y, cerca de Primorsk, cambió abruptamente de dirección al norte.
En Helsinki, Finlandia, los periódicos Ilta-Sanomat —el 20 de septiembre— y Kansan Uutiset —al día siguiente— informaron de avistamientos de una bola brillante. La bola fue observada por muchos habitantes, incluidos taxistas, funcionarios de policía y personal del aeropuerto de Helsinki. Dos hombres también divisaron un objeto no identificado cerca de Turku. A una distancia de 300 m, avistaron un objeto giratorio parecido a una boya, de 10 m de diámetro. Pekka Teerikorpi, del observatorio de Tuorla, refutó esta aseveración. Alegando que el fenómeno entero estaba causado por el Kosmos-955, Teerikorpi creía que la distancia real era de "muchos cientos de kilómetros" y que "tales informes se deben probablemente al hecho bien sabido de que es difícil estimar las distancias de los fenómenos desconocidos". Ilta-Sanomat también informó de un avistamiento de un objeto brillante en Copenhague, Dinamarca, por parte de unos pilotos comerciales finlandeses que volvían de Roma.
También se observaron los objetos brillantes en varios lugares de la Unión Soviética, sobre todo en el noroeste. La aparición de un objeto no identificado en Helsinki supuestamente causó un gran volumen de transmisiones radiofónicas en territorio soviético. En la parte europea de la Unión Soviética, se informó de «cuerpos brillantes y luminosos cubiertos por caparazones extendidos y que emiten rayos de luz o horros de formas pintorescas». Los «caparazones» supuestamente «se transformaron y se difuminaron en un plazo de diez a quince minutos», mientras que «se observó un resplandor más duradero y estable, sobre todo en la parte noreste del cielo». Entre los testigos había paramédicos, agentes de la Milítsiya de guardia, los marineros y estibadores del puerto de Petrozavodsk, militares, el personal local del aeropuerto y un astrónomo aficionado. Los miembros de la expedición geofísica IZMIRAN también observaron el fenómeno cerca de Lejtá. En San Petersburgo, por aquel entonces Leningrado, tres empleados del turno de noche del aeropuerto Púlkovo, entre los que se incluía el controlador aéreo B. Blaguírev, informaron del avistamiento de un objeto no identificado. Según Blaguírev, divisó un objeto que parecía una bola de fuego algo más grande que Venus a las 03:55 en el nornoroeste, a un acimut de 10º. El objeto estaba cubierto por una capa espaciosa y rítmicamente brillante con una estructura intrincada y «el fenómeno observado no tenía nada que ver con la aurora». El objeto se desplazó de forma ascendente hacia el observador, hacia el sursuroeste, luego cambió de dirección hacia el nornoroeste y terminó desapareciendo. Ninguno de los tres empleados del aeropuerto pudo identificar lo que había visto. Llegaron más informes a la Unión Soviética de Primorsk (dos testigos), Petrodvorets (un testigo), Lomonósov (tres testigos), Podporozhie (tres testigos), Polovina (un testigo), Leppäsyrjä (un testigo), Kem (varios testigos), Põltsamaa, Liiva, Priozersk, Kestenga, Valdái y otros lugares. Muchos informes iban acompañados de dibujos de los testigos. Para el 30 de diciembre de 1978, los investigadores soviéticos habían acumulado un total de 85 informes sobre el fenómeno de Petrozavodsk.
En el asentamiento de Kurkijoki, el ingeniero A. Novozhílov vio un objeto luminoso y lo comparó con un dirigible. Informó del avistamiento al candidato de Ciencias Konstantín Polevitski, quien lo registró. Al principio, Novozhílov creía haber visto un meteorito. Tras un tiempo, el objeto se detuvo y avanzó hacia Novozhílov, aumentando rápidamente de tamaño y adquiriendo la forma de un dirigible. El objeto era facetado y tenía puntos brillantes en la parte delantera y trasera. Los bordes brillaban con una luz blanca, que era ligeramente más tenue que los puntos. Las facetas parecían ventanas iluminadas desde dentro y brillaban uniformemente con una luz blanca más tenue que la de los bordes. El objeto supuestamente se desplazó a una altitud de 300–500 m; medía 100 m de largo y 12–15 m de diámetro. Aún acercándose a Novozhílov, el objeto, que se movía del oeste al este, soltó por detrás una bola brillante que voló hacia el norte. La bola volaba horizontalmente y luego descendió detrás de un bosque. Según se informó, el aterrizaje provocó la aparición de un resplandor brillante. A las 04:15, Novozhílov tomó tres fotografías infructuosas del avistamiento con una exposición de 0,1 segundos. El objeto era "mucho más grande que la Luna" y se desplazaba con la velocidad de un helicóptero. La observación duró entre diez y quince minutos en completo silencio.
El escritor y filósofo soviético Yuri Línnik aportó otro relato en detalle de un objeto no identificado. Observó el objeto desde su dacha cerca de Namoyevo alrededor de las 03:00 a través de un telescopio de aficionado con un aumento de 80×. El objeto con forma de lente, rodeado por un anillo tenue y translúcido, tenía el color de una «amatista oscura, intensamente iluminada desde el interior». Los bordes del objeto con forma de lente tenían 16 puntos (descritos por Línnik como «toberas») que emitían rayos rojos palpitantes en un ángulo de 10°–15°. Se estimó el diámetro angular del objeto en 20 minutos de arco. El objeto pasó cerca de las estrellas Alhena, Tejat Prior, Capella, 172 Camelopardalis, 50 Cassiopeiae, Errai, Psi Draconis, 16 Draconis, Psi Herculis, Kappa Coronae Borealis y Delta Coronae Borealis. El objeto se detuvo cerca de Errai, a un acimut de 220°. Cerca de Kappa Coronae Borealis, a un acimut de 340°–350°, el objeto cambió de dirección a 30°–35° al oeste. Desapareció al norte, a un acimut de 340°. La duración del vuelo fue de quince minutos.
Aparte de las observaciones en tierra, también hubo informes de varias aeronaves. La tripulación de un Tu-154 vio un objeto esférico luminoso a 12 km de altitud. El escritor georgiano Guram Pandzhikidze y los demás pasajeros de un avión que regresaba de Singapur a Moscú observaron un objeto luminoso durante media hora a una altitud de 11 km, alrededor de las 04:30 o 05:00. Pandzhikidze informó del avistamiento el 2 de octubre al director del Observatorio Hidrometeorológico de Carelia, Yuri Grómov, que verificó la copia del informe.

### El objeto de Petrozavodsk
Por aquel entonces, Petrozavodsk era la capital y un importante centro industrial de la República Autónoma Socialista Soviética de Carelia, con una población de 203 000 personas en 1974. El primer informe que se publicó sobre el fenómeno de Petrozavodsk fue escrito por el corresponsal de la TASS Nikolái Milov, quien describió el objeto no identificado que sobrevoló Petrozavodsk como «una estrella gigantesca» que «apareció en el cielo oscuro» alrededor de las 04:00 (hora local), «enviando impulsivamente haces de luz a la Tierra». El informe de Milov se publicó en la prensa masiva soviética (Pravda, Izvestia, Sélskaya Zhizn y Sotsialistichéskaya Industria). Un periódico local, Léninskaya Pravda, también informó del objeto de Petrozavodsk. El análisis preliminar de datos realizado por la Academia de Ciencias de la Unión Soviética de 1977 determinó que los informes de los testigos eran coherentes y se complementaban entre sí. Algunos relatos de los testigos fueron autentificados por Yuri Grómov. Según Milov, «la estrella» se extendía por Petrozavodsk en forma de medusa, «bañando la ciudad con una multitud de rayos muy finos que creaban una imagen de lluvia torrencial». Milov informó asimismo que «tras un tiempo, los rayos luminiscentes cesaron» y que «la medusa se convirtió en un semicírculo brillante», tras lo cual continuó su deriva hacia el lago Onega.
El objeto, cubierto por una capa translúcida, se avistó inicialmente hacia las 04:00 en la parte noreste del cielo, bajo la Osa Mayor, a un acimut de unos 40°. El brillo inicial del objeto era «aparentemente comparable al de Venus». El objeto se desplazó de forma ascendente hacia la Osa Mayor. El ángulo de rumbo determinado por el expiloto y testigo V. Bárjatov era de 240°. A medida que el objeto ascendía, se expandía y palpitaba, pero no se percibió una reducción del brillo. El objeto se desplazó lentamente durante unos tres minutos. Poco antes de que el objeto se detuviese, dispersó una «nube» brillante. Dicha nube era de forma redondeada u ovalada. Su diámetro angular máximo era mayor que el de la Osa Mayor, de unos 30°. Se estimó la altitud del objeto durante la formación de la «nube» en 7,5±0,4 km, con base en las observaciones de los testigos, o 6,0±0,5 km, con base en el paralaje.Se estimó el diámetro linear del núcleo del objeto en 119 o unos 60 m. Félix Ziegel estimó el diámetro de la cúpula con forma de medusa del objeto en unos 105 m, basándose en el dibujo del testigo Andréi Akímov. El objeto en sí era de color rojo y emitía un resplandor de color blanco azulado. Se comparó la iluminación de la zona con la de una luna llena. Según el testigo V. Trubachiov, «el suelo se iluminó como en una noche blanca». La «nube» brillante desarrolló entonces una mancha oscura alrededor del núcleo central. La mancha se expandió rápidamente mientras el brillo se desvanecía. El objeto sobrevoló Petrozavodsk durante cinco minutos y luego se alejó. Antes de cernirse, el objeto se desplazaba lentamente, con la velocidad angular de un avión de pasajeros. Tras cernirse, su velocidad había aumentado. Un testigo señaló que la parte inferior del objeto parecía una rueda de Segner. El fenómeno entero duró entre diez y quince minutos. El objeto de Petrozavodsk también se divisó en lugares adyacentes, como Pryazha. En 1978, Téjnika i Nauka publicó una reconstrucción a color de varias fases del objeto.
En noviembre de 1977, la psicóloga clínica Y. Andréyeva evaluó el estado mental de nueve testigos del fenómeno de Petrozavodsk. Concluyó que «se puede confiar en la salud mental total de los testigos y la veracidad de sus respuestas y testimonios». No obstante, varios informes señalaron algún impacto del fenómeno sobre los seres humanos y el medioambiente. Según A. Grákov, que observó una bola amarilla brillante del tamaño de la Luna, el aire sobre el lago de Petrozavodsk brilló con luz blanca tras la desaparición de la bola. El resplandor era más intenso que el del alumbrado de Petrozavodsk. Según Yuri Línnik, después del 20 de septiembre de 1977, hubo una mayor actividad biológica en las zonas donde se observó el fenómeno. Tras señalar que ese aumento podría no estar relacionado con el fenómeno de Petrozavodsk, Línnik informó, no obstante, de la floración de rosas en su jardín y de la segunda floración de «unas 10 especies de plantas herbáceas». Línnik lo llamó «extraordinario para la latitud de Carelia», porque «después del equinoccio de otoño, la vegetación de las hierbas prácticamente cesa». Además, destacó la intensa proliferación de algas en Ukshozero, provocada por Ankistrodesmus, poco después del 20 de septiembre. También se observó un cierto impacto en los dispositivos técnicos cuando los ingenieros de la zona de Petrozavodsk observaron "enormes fallos" en los dispositivos informáticos, que luego recuperaron su rendimiento normal.

## Detección instrumental
Los radares de los aeropuertos de Helsinki, Púlkovo y Peski no detectaron los objetos no identificados. Aunque según UPI el objeto fue detectado por el radar del aeropuerto de Helsinki, el controlador aéreo Ari Hämäläinen aseguró que no fue así. Los objetos tampoco fueron avistados por el sistema de defensa aérea soviético. Sin embargo, más tarde, los objetos brillantes fueron supuestamente detectados por el radar meteorológico del Observatorio Hidrometeorológico de Carelia en Petrozavodsk el 30 de septiembre a las 17:40, el 20 de octubre a las 23:30 y el 20 de noviembre a las 02:14–02:17.

## Investigación soviética

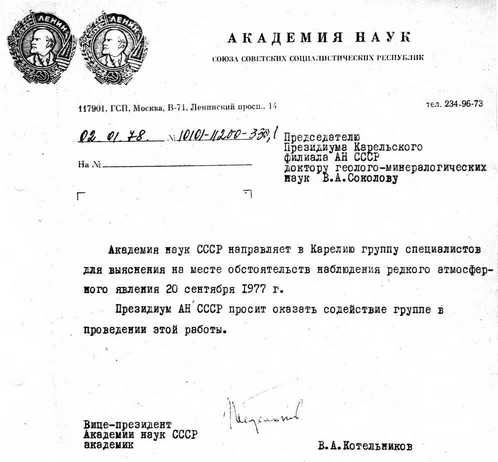
Una nota de la Academia de Ciencias de la Unión Soviética en la que se informa sobre el envío de un grupo de expertos a Carelia para estudiar el fenómeno, 1978.

El análisis inicial del fenómeno fue realizado por el investigador del Instituto Astronómico de Sternberg Lev Guindilis utilizando varios testimonios y datos meteorológicos disponibles el 30 de septiembre de 1977. Escribió que el paso de un objeto a una altitud razonablemente alta, que permite observaciones simultáneas desde todos los lugares registrados, es plausible a una altitud de vuelo de c. 100 km o más. Guindilis señaló que, en ese caso, «las dimensiones lineares mínimas del objeto esférico brillante deberían ser de un kilómetro, mientras que el diámetro de la capa debería ser de varias decenas de kilómetros». Dando por hecho el lanzamiento del Kosmos-955 como la posible causa, Guindilis señaló varios obstáculos, como el desplazamiento hacia el oeste del objeto no identificado (ya que el Kosmos-955 se lanzó hacia el noreste), el diámetro angular observado de este combinado con la distancia esperada y la prolongada suspensión sobre Leppäsyrjä. El 8 de octubre de 1977, el periódico de Sortavala Krasnoye Znamya publicó un informe de una estación hidrometeorológica local, que corroboraba que el objeto de Petrozavodsk se desplazó del noreste al sudoeste. Félix Ziegel también criticó el indicio del Kosmos-955, ya que señaló que los vehículos espaciales se lanzan en dirección al este, en la dirección de la rotación de la Tierra.
Además, en 1977, Guindilis, el ingeniero físico del MEPhI D. Menkov y I. Petróvskaya prepararon un informe preliminar solo para uso oficial sobre el fenómeno de Petrozavodsk. Se emplearon varios datos disponibles el 20 de octubre, pero los resultados no fueron concluyentes. Partiendo de la base de que «el alcance del fenómeno parece ser demasiado grande para ser explicado por experimentos técnicos en las órbitas de los satélites», el informe conjeturaba «una posible influencia de algún agente cósmico». El informe se usó en la reunión consagrada al fenómeno de Petrozavodsk, organizada el 1 de noviembre de 1977 en el Instituto de Estudios Espaciales de la Academia de Ciencias de la Unión Soviética (actual Instituto de Investigación Espacial de Rusia). Los resultados tampoco fueron concluyentes.
El 2 de enero de 1978, el vicepresidente de la Academia de Ciencias de la Unión Soviética, Vladímir Kotélnikov, firmó una nota dirigida al Departamento de la Academia de Carelia, informando del envío de un grupo de expertos para estudiar el fenómeno in situ. Allí, basándose en los testimonios de los testigos, el empleado de la Universidad de Petrozavodsk Y. Mezentsev realizó mediciones con teodolito para determinar la ubicación aproximada del objeto no identificado que sobrevoló Petrozavodsk. A finales de enero de 1978, los investigadores soviéticos elaboraron un apéndice al informe preliminar de 1977, que contenía datos actualizados sobre el fenómeno. En el apéndice se destacaba además que se informó de encuentros con objetos no identificados en otros lugares antes del lanzamiento del Kosmos-955.
El grupo de investigación francés GEPAN recibió una copia del informe. Posteriormente, la copia se envió a CUFOS en Evanston, Illinois en los Estados Unidos. J. Allen Hynek entregó otra copia al científico de la NASA Richard Haines, quien luego tradujo la copia al inglés con una beca del Gobierno. El informe soviético tuvo una acogida desigual en el extranjero. Haines, Hynek y otros afirmaron públicamente que el informe era la evidencia clave de la existencia de objetos voladores no identificados. James Oberg criticó la investigación soviética, considerándola como "una artimaña, posiblemente otro intento soviético de desviar la atención de la verdad sobre los ovnis soviéticos".

## Explicaciones propuestas

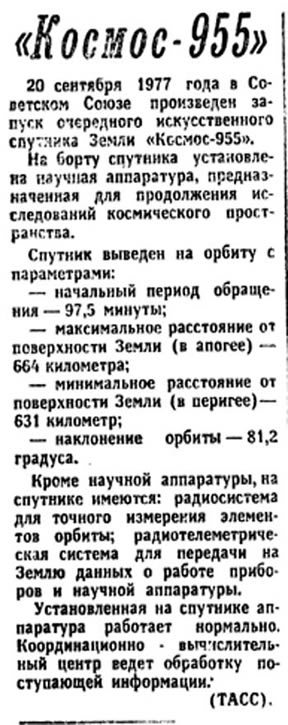
Informe de la TASS sobre el lanzamiento del Kosmos-955.

Existen varias propuestas que tratan de explicar la naturaleza del fenómeno. El director del Observatorio de Púlkovo, Vladímir Krat, pensó que el fenómeno se debía a la caída de un meteorito. En discursos públicos posteriores, atribuyó el fenómeno a una aurora. El director del IZMIRAN, Vladímir Migulin, cuya conjetura fue publicada en el periódico Sovétskaya Rossiya el 19 de abril de 1980, compartía esta opinión. Félix Ziegel refutó la explicación de Migulin y señaló que una aurora no puede producirse a una altitud menor de 100 km y que su brillo superficial es bajo y no se puede comparar con el del objeto de Petrozavodsk.
Más tarde, Migulin planteó que el fenómeno se produjo «debido a una rara confluencia de diversas circunstancias, es decir, el lanzamiento del satélite Kosmos-955, la fuerte perturbación magnética debida a la fulguración solar y nuestro experimento científico de influir en la ionosfera con ondas de radio de baja frecuencia».
En la entrevista, publicada en 1977 por Kansan Uutiset y Uusi Suomi, el empleado del observatorio geofísico de Nurmijärvi Matti Kivinen supuso que un objeto no identificado que sobrevolase Finlandia podía ser un resto de una lanzadera espacial o un satélite. James Oberg atribuyó el objeto de Petrozavodsk al lanzamiento del satélite soviético Kosmos-955 desde el cosmódromo de Plesetsk, que tuvo lugar el 20 de septiembre a alrededor de las 03:58 (hora local). Según James Oberg, dado que el Kosmos-955 se lanzó en dirección noreste, los habitantes de Petrozavodsk (al sudoeste de Plesetsk) observaron la estela de las toberas del satélite, lo cual causó el fenómeno. La opinión de Oberg fue respaldada, en particular por el investigador del IZMIRAN Yuli Plátov en 1984. Según Plátov, la aparición de un punto brillante estaba asociada a la fulguración del motor del satélite. La formación de una zona brillante extendida habría coincidido con la salida del satélite de la sombra de la Tierra. Se ha informado muchas veces de fenómenos similares (las llamadas «medusas espaciales») tras el lanzamiento de satélites al amanecer o al anochecer desde el incidente de Petrozavodsk. Además, Plátov relacionó el desarrollo de la estructura radiante con el paso del Kosmos-955 por los límites de la turbopausa, «por encima de la cual se produce la dispersión de los productos de la combustión sin el efecto amortiguador de la atmósfera». En 1985, la revista soviética Nauka v SSSR publicó la opinión de Plátov.
En un artículo posterior, Plátov señaló que «se asociaron una serie de efectos adicionales, que acompañaron al fenómeno de Petrozavodsk, al lanzamiento de prueba fallido de un misil balístico, que se llevó a cabo en la misma región casi al mismo tiempo». No obstante, desde la investigación soviética no concluyente, el argumento del Kosmos-955 se sigue refutando. Haciendo referencia a su experiencia de dieciocho años de servicio en el cosmódromo de Kapustin Yar, el investigador ucraniano Oleh Pruss dijo: «Conozco de primera mano el espectáculo que se produce en el cielo durante los lanzamientos de cohetes, es algo maravilloso de ver. Sin embargo, lo que sobrevoló Petrozavodsk fue algo completamente distinto».
En 1978, M. Dmítriyev de Aviatsiya i Kosmonavtika publicó un artículo llamado «"Destellos" en la atmósfera», donde se postuló una hipótesis a favor de la quimioluminiscencia. Según Dmítriyev, el fenómeno no fue «ni consecuencia de experimentos técnicos ni un espejismo», sino un área quimioluminiscente en la atmósfera. Con respecto a esta hipótesis, Ziegel afirmó que «la producción energética de la quimioluminiscencia es insignificante», a diferencia de la del objeto de Petrozavodsk, y que las conjeturadas nubes quimioluminiscentes no pueden elevarse contra el viento, cosa que parecía hacer el objeto de Petrozavodsk.